# Historia del teatro

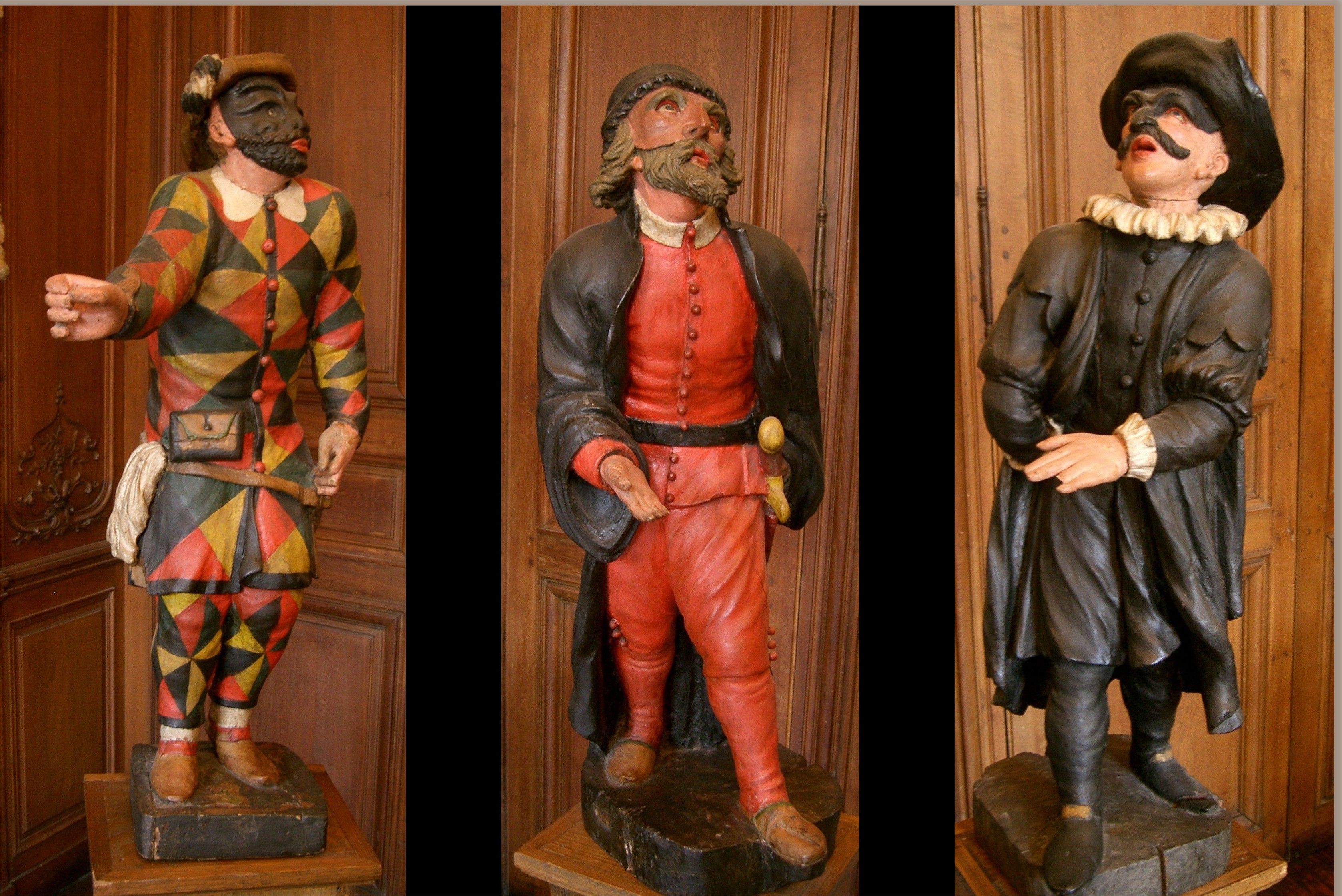
Personajes de la Commedia dell'arte: Arlequín, Pantalone y Dottore.

La historia del teatro estudia la evolución del arte dramático a través del tiempo. El concepto del teatro es muy amplio: cualquier persona o grupo de personas que desarrolla un espectáculo en un tiempo y espacio determinado forman un espectáculo teatral. El teatro tiene una base literaria, un guion o argumento escrito por un dramaturgo. Pero ese texto dramático requiere una puesta en acción, para la cual es imprescindible la interpretación por medio de actores o personajes que desarrollen la acción, así como elementos como la escenografía y decorados, la iluminación, el maquillaje, el vestuario, las máscaras, etc. Ciertos espectáculos pueden ser igualmente sin texto, como en el caso de la mímica y la pantomima, donde destaca la expresión gestual. Por otro lado, un elemento indispensable para la comunicación es la presencia de un público. El teatro tiene una función de socialización de las relaciones humanas, ya que presenta cierto grado de ritualización.
Los orígenes del teatro se encuentran en antiguos ritos de origen prehistórico, donde el ser humano empezó a ser consciente de la importancia de la comunicación para las relaciones sociales. Ciertas ceremonias religiosas tenían ya desde su origen cierto componente de escenificación teatral. En los ritos de caza, el hombre primitivo imitaba a animales (danza mimética, representada en cuevas y abrigos rocosos del mesolítico, donde se ve a arqueros, lanceros y personas ataviadas con máscaras y cuernos de ciervo, que probablemente copiaban también sus movimientos y sonidos); del rito se pasó al mito, del brujo al actor. En África, los ritos religiosos mezclaban el movimiento y la comunicación gestual con la música y la danza, y objetos identitarios como las máscaras, que servían para expresar roles o estados de ánimo. Estos ritos reforzaban la identidad y la cohesión social: los gun de Porto Novo (Benín) hacen el kubitó, ceremonia mortuoria donde los participantes, con técnicas de prestidigitación, desaparecen del público; los ibo de Nigeria celebran el odo, sobre los muertos que retornan; los dogon de Malí practican el sigui cada 60 años, en celebración del primer hombre que murió; los abidji de Costa de Marfil tienen el dipri, fiesta agrícola de año nuevo, donde se clavan cuchillos en el vientre, cicatrizando luego las heridas con una pasta. En la América precolombina se desarrolló una forma de teatro en las culturas maya, inca y azteca: el maya estaba relacionado con fiestas agrícolas, e ilustraba historias del Popol Vuh; el azteca desarrolló notablemente la mímica, y tenía dos vertientes, una religiosa y otra burlesca; el inca, escrito en quechua, servía a intereses del estado.

## Teatro antiguo

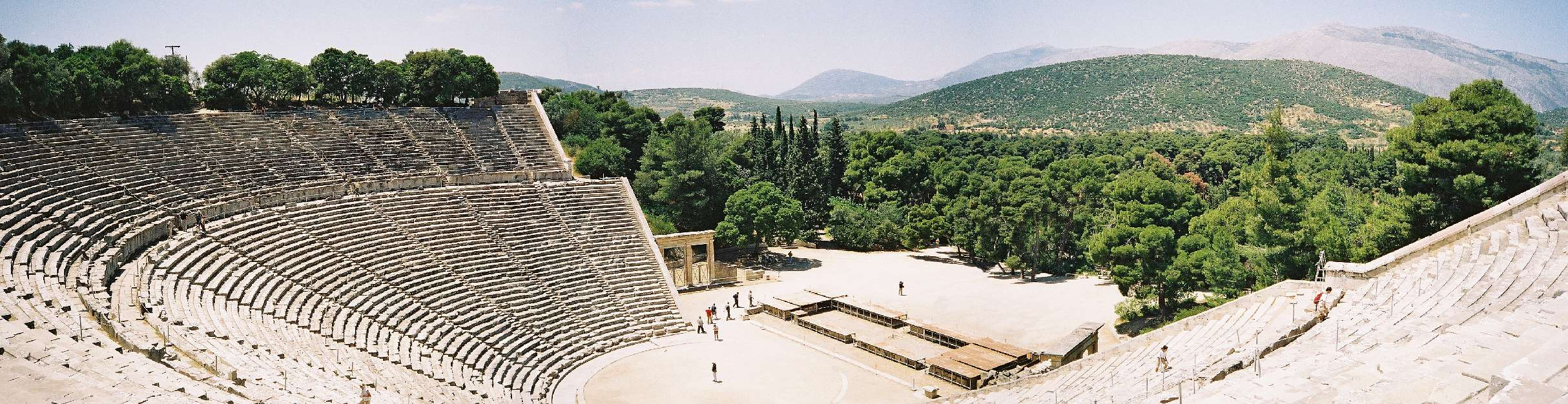
Vista panorámica del Teatro de Epidauro

En Grecia nació el teatro entendido como «arte dramático». El teatro griego evolucionó de antiguos rituales religiosos (komos); el ritual pasó a mito y, a través de la «mímesis», se añadió la palabra, surgiendo la tragedia. A la vez, el público pasó de participar en el rito a ser un observador de la tragedia, la cual tenía un componente educativo, de transmisión de valores, a la vez que de purgación de los sentimientos («catarsis»). Más adelante surgió la comedia, con un primer componente de sátira y crítica política y social, derivando más tarde a temas costumbristas y personajes arquetípicos. Apareció entonces también la mímica y la farsa. Los principales dramaturgos griegos fueron: Esquilo, Sófocles y Eurípides en tragedia, mientras que en comedia destacaron Aristófanes y Menandro.
El teatro romano recibió la influencia del griego, aunque originalmente derivó de antiguos espectáculos etruscos, que mezclaban el arte escénico con la música y la danza: tenemos así los ludiones, actores que bailaban al ritmo de las tibiae –una especie de aulos–; más tarde, al añadirse la música vocal, surgieron los histriones –que significa «bailarines» en etrusco–, que mezclaban canto y mimo (las saturae, origen de la sátira). Al parecer, fue Livio Andrónico –de origen griego– quien en el siglo III a. C. introdujo en estos espectáculos la narración de una historia. El ocio romano se dividía entre ludi circenses (circo) y ludi scaenici (teatro), predominando en este último el mimo, la danza y el canto (pantomima). Como autores destacaron Plauto y Terencio.
En Oriente destacó el teatro indio, que tiene su origen en el Nāṭya-śāstra, libro sagrado de Brahma comunicado a los hombres por el rishi Bharata Muni, donde se habla de canto, danza y mímica. Generalmente, la temática es de signo mitológico, sobre las historias de los dioses y héroes indios. La representación es básicamente actoral, sin decorados, destacando únicamente el vestuario y el maquillaje. Había diversas modalidades: Śakuntalā, de siete actos; Mricchakaṭikā, de diez actos. Como dramaturgos destacaron Kālidāsa y Śūdraka.

## Teatro medieval

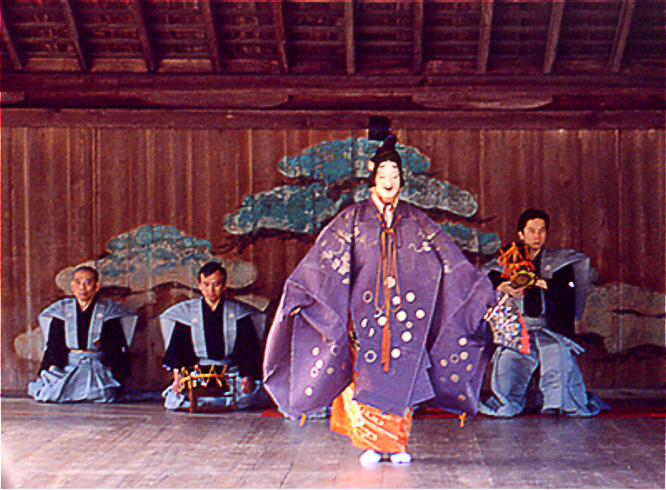
Interpretación de teatro nō en el Templo Itsukushima (Hiroshima)

El teatro medieval era de calle, lúdico y festivo, con tres principales tipologías: «litúrgico», temas religiosos dentro de la Iglesia; «religioso», en forma de misterios y pasiones; y «profano», temas no religiosos. Estaba subvencionado por la Iglesia y, más adelante, por gremios y cofradías. Los actores eran en principio sacerdotes, pasando más tarde a actores profesionales. Las obras fueron en primer lugar en latín, pasando a continuación a lenguas vernáculas. El primer texto que se conserva es el Regularis Concordia, de san Æthelwold de Winchester, que explica la representación de la obra Quem quaeritis?, diálogo extraído del Evangelio entre varios clérigos y un ángel.
El teatro medieval se desarrolló en tres principales tipologías: «misterios», sobre la vida de Jesucristo, con textos de gran valor literario y elementos juglarescos; «milagros», sobre la vida de los santos, con diálogos y partes danzadas; y «moralidades», sobre personajes simbólicos, alegóricos, con máscaras tipificadas. En esta época nació el teatro profano, con tres posibles orígenes —según los historiadores—: la imitación de textos latinos de Terencio y Plauto; el arte polivalente de los juglares; o los pequeños divertimentos escritos por autores de signo religioso para evadirse un poco de la rigidez eclesiástica.
En la India, el teatro evolucionó sin grandes signos de ruptura desde época antigua, en espectáculos donde, junto a dramas de tipo mitológico sobre la cosmogonía hindú, destacaban el canto, la danza y la mímica. En esta época destacaron dos modalidades principales: el mahanataka (gran espectáculo), sobre las grandes epopeyas indias; y el dutangada, en que un actor recita el texto principal mientras otros lo escenifican con ayuda del mimo y la danza.
En Japón apareció en el siglo XIV la modalidad denominada nō, drama lírico-musical en prosa o verso, de tema histórico o mitológico. Su origen se sitúa en el antiguo baile kakura y en la liturgia sintoísta, aunque posteriormente fue asimilado por el budismo. Está caracterizado por una trama esquemática, con tres personajes principales: el protagonista (waki), un monje itinerante y un intermediario. La narración es recitada por un coro, mientras los actores principales se desenvuelven de forma gestual, en movimientos rítmicos. Los decorados son austeros, frente a la magnificencia de vestidos y máscaras. Su principal exponente fue Chikamatsu Monzaemon.

## Teatro de la Edad Moderna

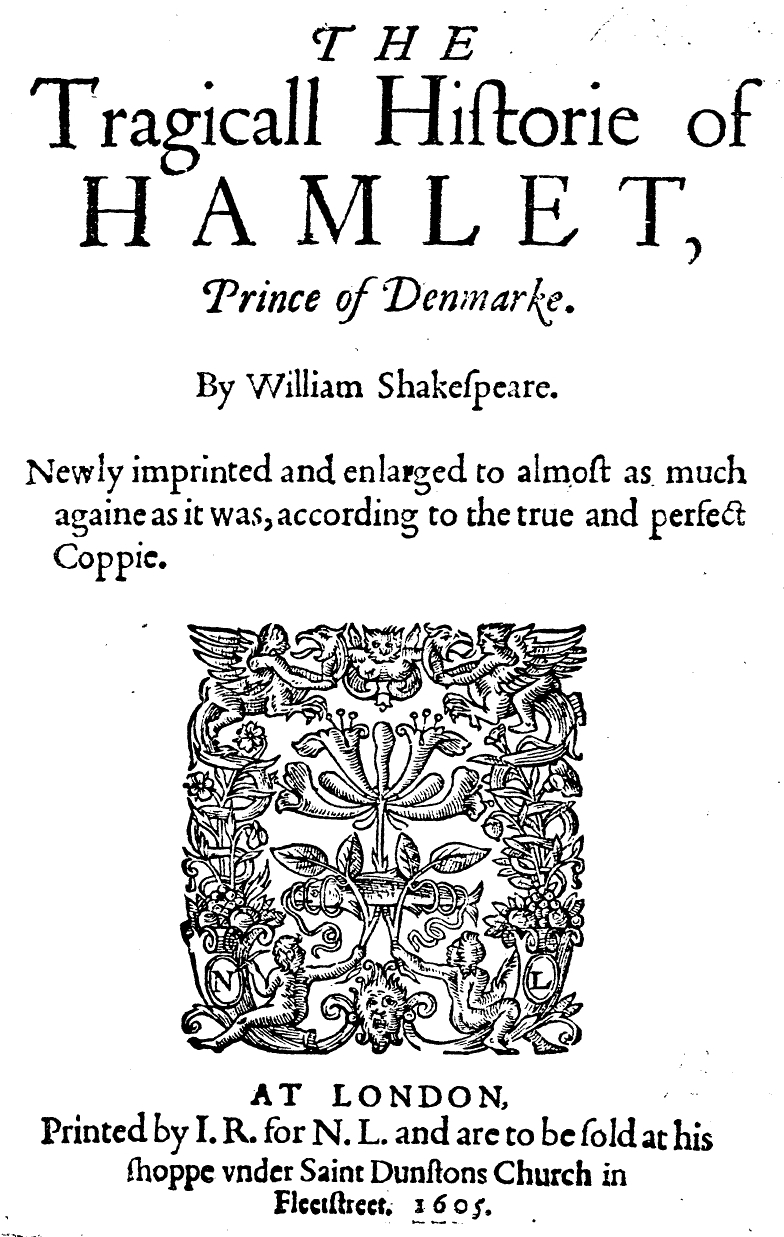
Frontispicio de la edición de Hamlet de 1605, de William Shakespeare.

El teatro renacentista acusó el paso del teocentrismo al antropocentrismo, con obras más naturalistas, de aspecto histórico, intentando reflejar las cosas tal como son. Se buscaba la recuperación de la realidad, de la vida en movimiento, de la figura humana en el espacio, en las tres dimensiones, creando espacios de efectos ilusionísticos, en trompe-l'oeil. Surgió la reglamentación teatral basada en tres unidades (acción, espacio y tiempo), basándose en la Poética de Aristóteles, teoría introducida por Lodovico Castelvetro. En torno a 1520 surgió en el norte de Italia la Commedia dell'arte, con textos improvisados, en dialecto, predominando la mímica e introduciendo personajes arquetípicos como Arlequín, Colombina, Pulcinella (llamado en Francia Guignol), Pierrot, Pantalone, Pagliaccio, etc. Como principales dramaturgos destacaron Niccolò Machiavelli, Pietro Aretino, Bartolomé Torres Naharro, Lope de Rueda y Fernando de Rojas, con su gran obra La Celestina (1499). En Inglaterra descolló el teatro isabelino, con autores como Christopher Marlowe, Ben Jonson, Thomas Kyd y, especialmente, William Shakespeare, gran genio universal de las letras (Romeo y Julieta, 1597; Hamlet, 1603; Otelo, 1603; Macbeth, 1606).
En el teatro barroco se desarrolló sobre todo la tragedia, basada en la ineluctabilidad del destino, con un tono clásico, siguiendo las tres unidades de Castelvetro. La escenografía era más recargada, siguiendo el tono ornamental característico del Barroco. Destacan Pierre Corneille, Jean Racine y Molière, representantes del clasicismo francés. En España el teatro era básicamente popular («corral de comedias»), cómico, con una muy personal tipología, distinguiéndose: bululú, ñaque, gangarilla, cambaleo, garnacha, bojiganga, farándula y compañía. Destacaron Tirso de Molina, Guillén de Castro, Juan Ruiz de Alarcón y, principalmente, Lope de Vega (El perro del hortelano, 1615; Fuenteovejuna, 1618) y Pedro Calderón de la Barca (La vida es sueño, 1636; El alcalde de Zalamea, 1651).

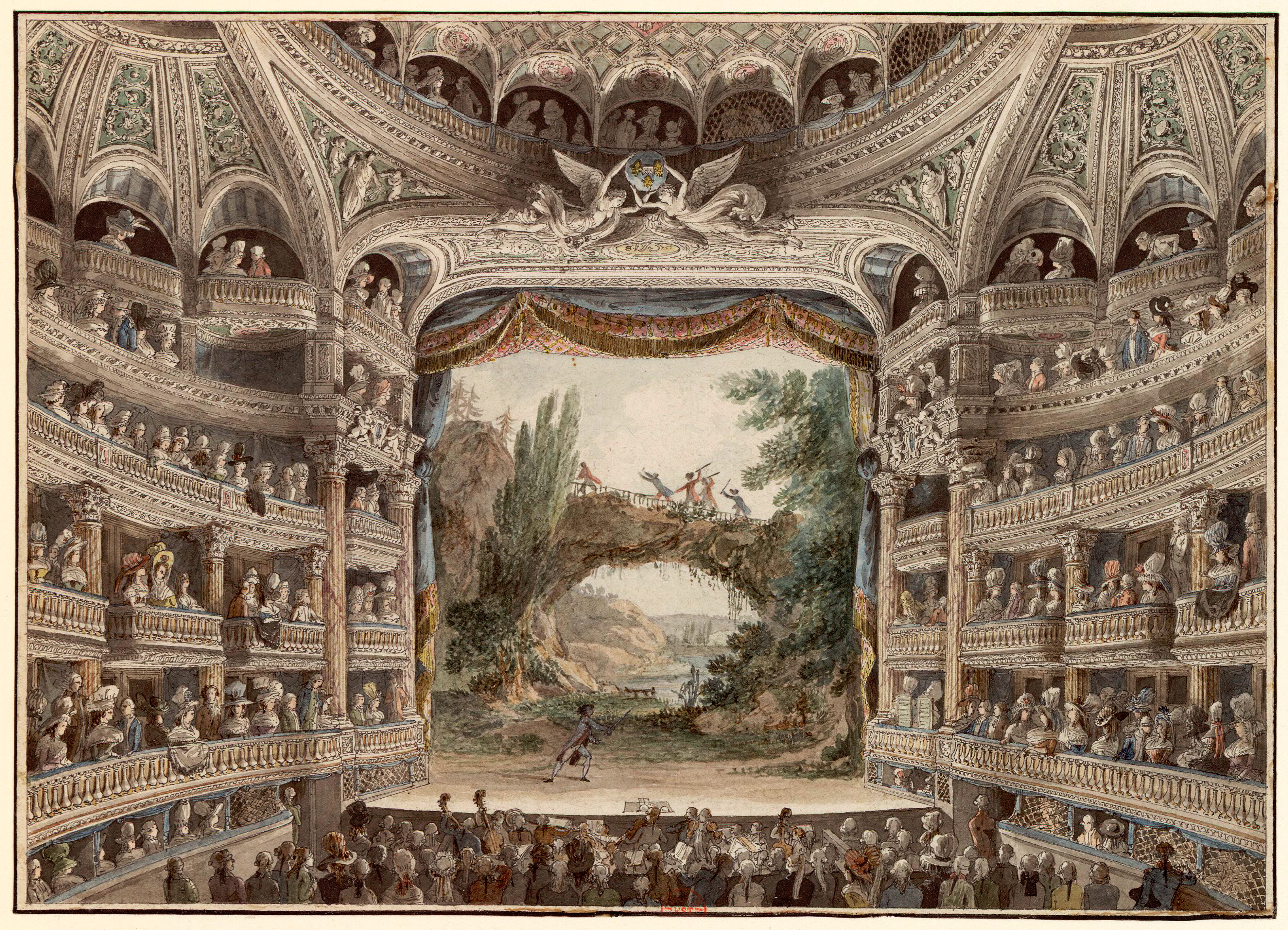
Teatro de la Comédie-Française

En el siglo XVIII el teatro siguió modelos anteriores, contando como principal innovación la reforma que efectuó Carlo Goldoni de la comedia, que abandonó la vulgaridad y se inspiró en costumbres y personajes de la vida real. También se desarrolló el drama, situado entre la tragedia y la comedia. La escenografía era más naturalista, con un mayor contacto entre público y actores. Los montajes solían ser más populares, atrayendo un mayor público, dejando el teatro de estar reservado a las clases altas. Al organizarse espectáculos más complejos, empezó a cobrar protagonismo la figura del director de escena. Como dramaturgos destacan Pietro Metastasio, Pierre de Marivaux, Pierre-Augustin de Beaumarchais y Voltaire. En España, Nicolás Fernández de Moratín se enmarca en la «comedia de salón» dieciochesca, con base en Molière.
El teatro neoclásico tuvo pocas variaciones respecto al desarrollado a lo largo del siglo XVIII, siendo su principal característica la inspiración en modelos clásicos grecorromanos, seña de identidad de esta corriente. Destacan: Vittorio Alfieri, Richard Brinsley Sheridan y Gotthold Ephraim Lessing y, en España, Leandro Fernández de Moratín y Vicente García de la Huerta.
En la India, el teatro derivó en esta época del antiguo dutangada —donde predominaba la danza y la mímica— a una nueva modalidad denominada kathakali, que igualmente ponía énfasis en la música y la gestualidad. En esta interpretación adquirió gran relevancia el lenguaje de las manos (mudras, con 24 posiciones básicas y otras combinadas), así como la expresión del rostro y los movimientos de los ojos (navarasya). También tenía importancia el maquillaje, donde los colores eran simbólicos, identificando al rol o personaje.
En Japón surgió la modalidad del kabuki, que sintetizó las antiguas tradiciones tanto musicales e interpretativas como de mímica y danza, con temáticas desde las más mundanas hasta las más místicas. Así como el nō era de tono aristocrático, el kabuki sería la expresión del pueblo y la burguesía. La puesta en escena era de gran riqueza, con decorados donde destacaba la composición cromática, vestidos de lujo y maquillaje de tono simbólico, representando según el color diversos personajes o estados anímicos. La dicción era de tipo ritual, mezcla de canto y recitativo, en ondulaciones que expresaban la posición o el carácter del personaje.

## Teatro contemporáneo

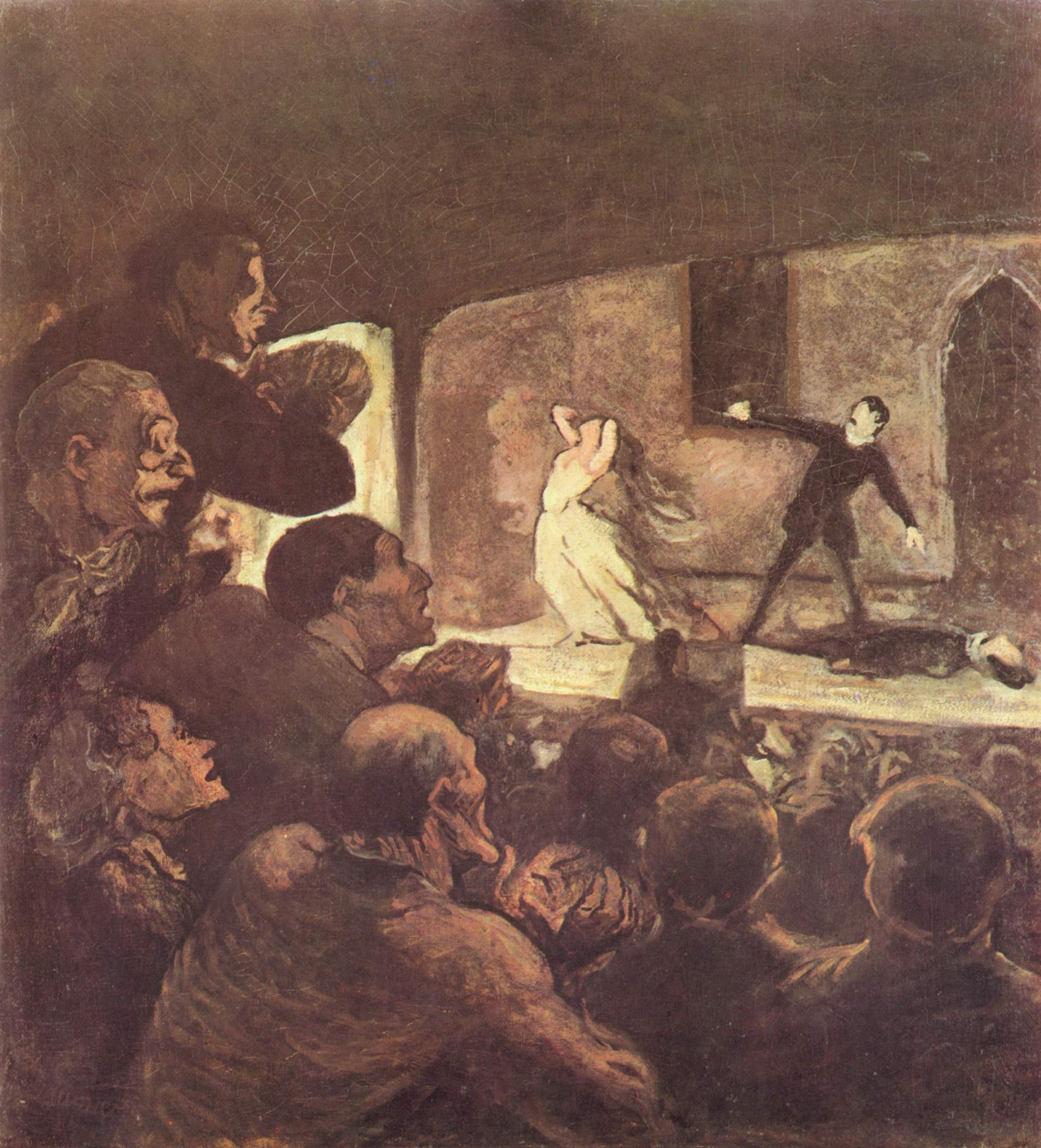
Melodrama (1856-1860), de Honoré Daumier, Neue Pinakothek de Múnich.

### Siglo XIX
El teatro romántico tuvo dos notables antecedentes en el Sturm und Drang con Johann Christoph Friedrich von Schiller (Don Carlos, 1787; Guillermo Tell, 1804) y Johann Wolfgang von Goethe (Fausto, 1808). Como en el resto de la literatura romántica, destaca por el sentimentalismo, el dramatismo, la predilección por temas oscuros y escabrosos, la exaltación de la naturaleza y del folklore popular. Surgió un nuevo género, el melodrama, y se popularizaron los espectáculos de variedades (vaudeville). Sus mejores exponentes fueron: Georg Büchner, Christian Dietrich Grabbe, Juliusz Słowacki, Alfred de Musset, Victor Hugo, Francisco Martínez de la Rosa, el Duque de Rivas, Antonio García Gutiérrez, José Echegaray, José Zorrilla (Don Juan Tenorio, 1844), etc.
Con el teatro realista nació el teatro moderno, pues sentó las bases del que sería el teatro del siglo XX. Se puso énfasis en el naturalismo, la descripción minuciosa de la realidad, no solo en la temática y el lenguaje, sino también en decorados, vestuario, atrezzo, etc. La interpretación era más veraz, sin grandes gesticulaciones ni dicción grandilocuente, como en la «representación antiteatral» –actuar como en la vida real, como si no se estuviese en un teatro— de André Antoine y su Théâtre Libre —donde por primera vez se iluminó solo el escenario, dejando al público a oscuras–. A un periodo prenaturalista corresponden Eugène Scribe, Victorien Sardou y Eugène Labiche. Destacó especialmente el teatro nórdico, con figuras como Bjørnstjerne Bjørnson, August Strindberg y Henrik Ibsen. Otros autores fueron Frank Wedekind, Anton Chejov, Adelardo López de Ayala, Manuel Tamayo y Baus, Àngel Guimerà, etc.
El teatro simbolista recibió la influencia del «espectáculo total» wagneriano, destacando por un lenguaje de fuerte trasfondo metafísico y trascendente, buscando la esencia humana a través de la intuición y la meditación, con preferencia por los temas míticos y las leyendas, de influjo esotérico y teosófico. Destacaron Auguste Villiers de l'Isle-Adam, Paul Claudel, Maurice Maeterlinck y Émile Verhaeren.

### Siglo XX

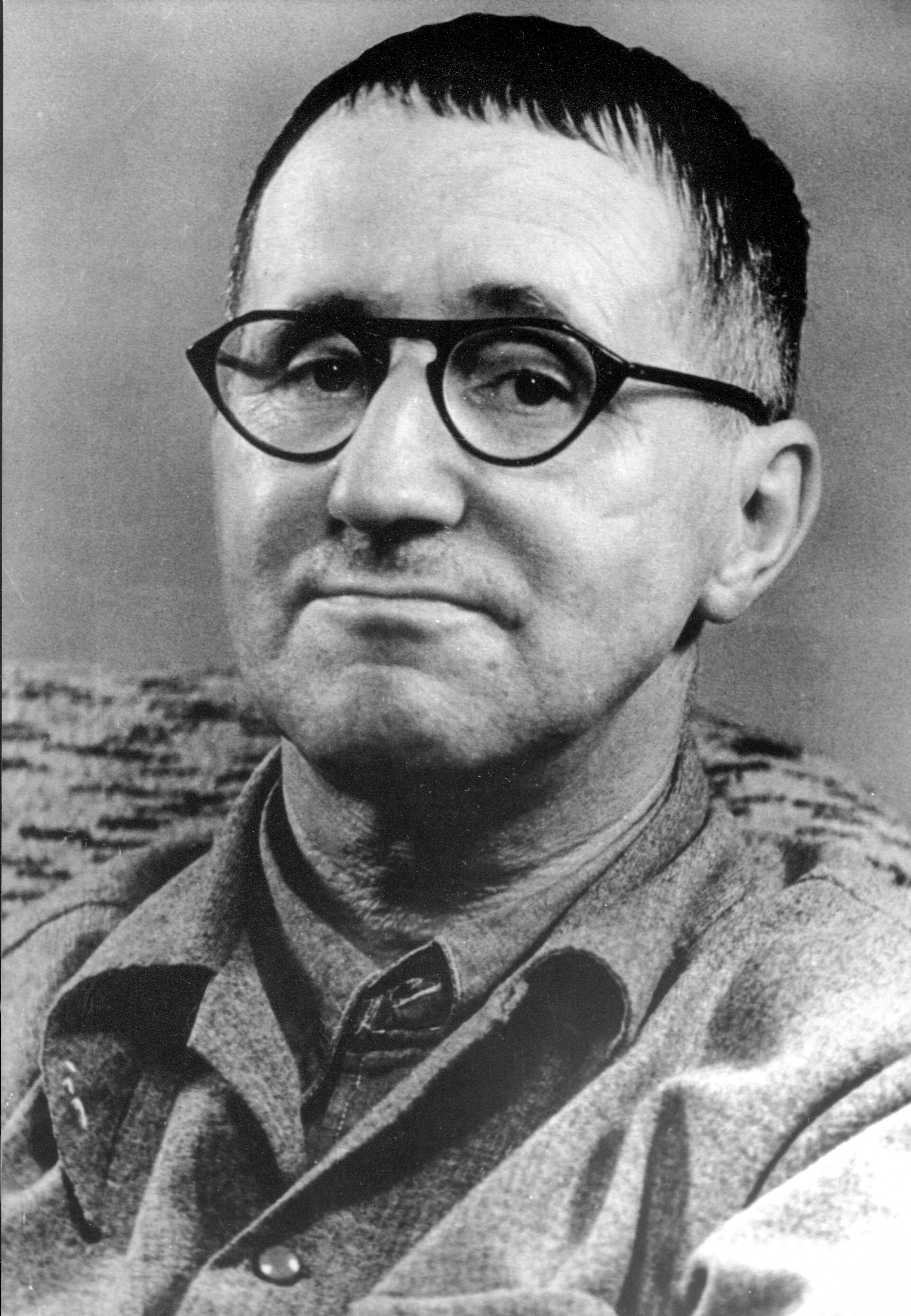
Bertolt Brecht, creador del teatro épico

El teatro del siglo XX ha tenido una gran diversidad de estilos, evolucionando en paralelo a las corrientes artísticas de vanguardia. Se pone mayor énfasis en la dirección artística y en la escenografía, en el carácter visual del teatro y no solo el literario. Se avanza en la técnica interpretativa, con mayor profundización psicológica (método Stanislavski, Actors Studio de Lee Strasberg), y reivindicando el gesto, la acción y el movimiento. Se abandonan las tres unidades clásicas y comienza el teatro experimental, con nuevas formas de hacer teatro y un mayor énfasis en el espectáculo, retornando al rito y a las manifestaciones de culturas antiguas o exóticas. Cobra cada vez mayor protagonismo el director teatral, que muchas veces es el artífice de una determinada visión de la puesta en escena (Vsevolod Meyerhold, Max Reinhardt, Erwin Piscator, Tadeusz Kantor).
Entre los diversos movimientos teatrales conviene reseñar: el expresionismo (Georg Kaiser, Fritz von Unruh, Hugo von Hofmannsthal); el «teatro épico» (Bertolt Brecht, Peter Weiss, Rainer Werner Fassbinder); el «teatro del absurdo», vinculado al existencialismo (Antonin Artaud, Eugène Ionesco, Samuel Beckett, Albert Camus); y los Angry young men, de signo inconformista y antiburgués (John Osborne, Harold Pinter, Arnold Wesker). Otros autores destacados son: George Bernard Shaw, Luigi Pirandello, Alfred Jarry, Tennessee Williams, Eugene O'Neill, Arthur Miller, John Boynton Priestley, Dario Fo, etc. En España destacaron Federico García Lorca, Ramón María del Valle Inclán, Jacinto Benavente, Miguel Mihura, Alejandro Casona, Antonio Buero Vallejo, Alfonso Sastre y Joan Brossa, principalmente.
Desde los años 1960 el teatro ha reaccionado contra la distanciación del teatro épico, buscando una comunicación dramática establecida a través de acciones reales que afecten al espectador. Se consideran pioneros en este cambio: The Living Theatre, teatro-laboratorio de Jerzy Grotowski (y en general las acciones de happening) y el teatro independiente. Los nuevos directores añadieron a este "teatro de provocación" una conciencia estilística basada en claves como la ceremonia, el divertimento y el exhibicionismo (Peter Brook, Giorgio Strehler, Luca Ronconi). El lenguaje oral quedó así ampliado por los aspectos visuales, y el arte dramático recuperó en cierta forma su antigua ambición de "teatro total". En España, los mejores ejemplos de esta evolución partieron de grupos independientes como Els Joglars, La Cuadra de Sevilla, Tábano, Els Comediants o La Fura dels Baus. A nivel internacional resulta interesante la repercusión popular de un experimento de origen circense como el grupo canadiense Cirque du Soleil.